# Algiz
| Nombre            | Protonórdico    | Anglosajón  | Nórdico antiguo | Nórdico antiguo |
| Nombre            | *Algiz(?)       | Eolh        | Yr              | Yr              |
| Nombre            | «alce»          | «alce»      | «tejo»          | «tejo»          |
| Forma             | Futhark antiguo | Futhorc     | Futhark joven   | Futhark joven   |
| Forma             |                 |             |                 |                 |
| Unicode           | ᛉ U+16C9        | ᛉ U+16C9    | ᛦ U+16E6        | ᛧ U+16E7        |
| Transliteración   | z               | x           | ʀ               | ʀ               |
| Transcripción     | z               | x           | ʀ               | ʀ               |
| Sonido AFI        | [z]             | [ks]        | [ɻ], [r]        | [ɻ], [r]        |
| Puesto alfabético | 15              | 15          | 16              | 16              |
| Ætt               | Ætt de Odín     | Ætt de Odín | Ætt de Tyr      | Ætt de Tyr      |

*Algiz, o bien *Elhaz, es la reconstrucción lingüística del nombre protonórdico de la runa que representa a la zeta terminal, «-z», en el alfabeto futhark antiguo. La reconstrucción de la palabra *algiz (que significa alce") se basó en el nombre anglosajón eolh ("alce") que es el nombre de la runa del futhorc que tiene la misma forma pero que representa un sonido diferente (/ks/). El nombre de la runa como la mayoría de las palabras del protonórdico no ha quedado registradas en ningún texto conocido.
La letra del alfabeto gótico equivalente  se llama ezec, de significado incierto, pero con paralelismos en la z final de algiz como otras letras de este alfabeto que basaron su nombre en el de las runas del futhark.

## Evolución
*Algiz e *ingwaz son las dos únicas runas cuya inicial no es el sonido que representan, ya que en protonórdico no existen palabras que empiecen por esos sonidos, ya que siempre aparecen en posición final. La zeta terminal del protonórdico (que es una continuación de la s terminal del proto-indoeuropeo) sufrió un cambio en su evolución hacia el nórdico antiguo transformándose en un sonido similar a la «r» que se transcribe como «ʀ». El fonema finalmente terminó siendo una auténtica erre terminal, «-r», en el nórdico antiguo, pero que existiera en el futhark joven una variante de esta runa, yr, demuestra que en las variedades orientales del nórdico antiguo (dialectos sueco y danés) del siglo XI todavía existía diferencia entre los fonemas «-r» y «-ʀ».

## Historia

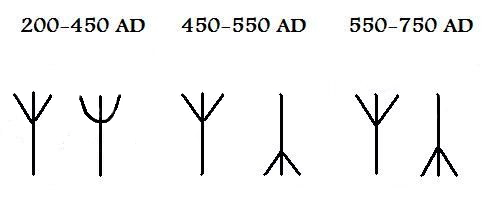
Variantes de la runa que se usaron en el futhark antiguo a lo largo del tiempo.

En el siglo VIII el futhark joven empieza a sustiguir al futhark antiguo, la variante Yr de la runa sustituye progresivamente a la antigua *algiz en Escandinavia.
En Frisia y Gran Bretaña la runa mantiene su forma en la runa del futhorc ᛉ eolh, aunque representando a la x en lugar de la z terminal.
Las distintas variedades de la runa aparecen en los tres poemas rúnicos conocidos:
| Poema rúnico: | Traducción: |
| Noruego antiguo Ýr er vetrgrønstr viða; vænt er, er brennr, at sviða.                                                                   | El tejo es el árbol más verde en invierno acostumbra a crepitar cuando arde                                                                            |
| Islandés antiguo Ýr er bendr bogi ok brotgjarnt járn ok fífu fárbauti.                                                                  | El tejo es un arco al encordarse y el quebradizo hierro y fárbauti (un gigante) el de la flecha                                                        |
| Anglosajón Eolh-secg eard hæfþ oftust on fenne wexeð on wature, wundaþ grimme blode breneð beorna gehwylcne ðe him ænigne onfeng gedeþ. | la juncia de alce generalmente vive en el humedal, creciendo en el agua. Hiere gravemente, tiñendo de sangre a cualquier hombre que intenta agarrarla. |

## Similitudes
No hay que confundir a la runa Yr del futhark joven con la runa del futhorc con el mismo nombre, Yr, pero que tiene distinta forma () y valor (/y/). Y tampoco hay que confundirla con otra runa del futhorc, calc, que tiene exactamente la misma forma que la Yr del futhark pero representa al sonido /k/.

## Usos modernos

### Guido von List y su influencia
Las runas madr e Yr fueron tomadas por Guido von List para sus runas Armanen que se basan libremente en las runas del futhark joven. Las runas de List fueron adoptadas y modificadas posteriormente por Karl Maria Wiligut, que fue el responsable de su adopción por el Partido Nazi y su consiguiente uso en insignias y documentos del tercer Reich. 
Debido a esta relación la runa sigue siendo utilizada en la simbología de varios grupos neonazis, como la National Alliance.

### Neopaganismo germánico
Varias formas de la runa *algiz se usan como símbolo de su religión por varios grupos de culto neopagano nórdico.